# Chorizanthe douglasii
Chorizanthe douglasii Benth. – gatunek rośliny z rodziny rdestowatych (Polygonaceae Juss.). Występuje naturalnie w południowo-zachodnich Stanach Zjednoczonych – w Kalifornii. 

## Morfologia
PokrójRoślina jednoroczna dorastająca do 10–40 cm wysokości. Pędy są owłosione.
LiścieBlaszka liściowa liści odziomkowych ma odwrotnie lancetowaty kształt. Mierzy 5–20 mm długości oraz 1–4 mm szerokości. Ogonek liściowy jest owłosiony i osiąga 10–30 mm długości.
KwiatyZebrane w wierzchotki jednoramienne, rozwijają się na szczytach pędów. Okwiat ma obły kształt i barwę od białej do różowej lub czerwonej, mierzy do 3–4 mm długości.
OwoceNiełupki o kulistym kształcie, osiągają 3–4 mm długości.

## Biologia i ekologia
Rośnie w lasach sosnowych, zaroślach oraz na łąkach. Występuje na wysokości do 1600 m n.p.m. Kwitnie od czerwca do lipca. 

## Ochrona
Chorizanthe douglasii posiada status gatunku narażonego.